# 特耶内
特耶内（義大利語：Thiene），是意大利威尼托大区维琴察省的一个市镇。总面积19.7平方公里，人口23287人，人口密度1182.1人/平方公里（2009年）。国家统计（ISTAT）代码为024105。

## 友好城市
- 法國 阿普特[1]